# Guido Gryseels
Guido Gryseels (Ukkel, 1952) is een Belgisch voormalig landbouweconoom en museumdirecteur. Van 2001 tot 2022 was hij directeur-generaal van het Koninklijk Museum voor Midden-Afrika (sinds 2018 het AfricaMuseum) in Tervuren.

## Levensloop
Guido Gryseels behaalde de diploma's van licentiaat in de economische wetenschappen en postgraduaat in de ontwikkelingseconomie aan de Katholieke Universiteit Leuven. Hij studeerde ook landbouweconomie aan de Universiteit van New England in Australië, waar hij ook als tutor werkte. Hij promoveerde in 1988 tot doctor in de landbouwwetenschappen aan Wageningen University & Research in Nederland. Tijdens zijn studies werkte hij ook deeltijds als avondredacteur bij Het Nieuwsblad en De Standaard. In zijn jeugd was hij voorzitter van de jeugdraad van Alsemberg.
Van 1979 tot 1987 was hij werkzaam als landbouweconoom bij het International Livestock Centre for Africa in Addis Abeba. Tijdens zijn verblijf in Ethiopië was hij ook lid van de adviesraad van Ethiopian Journal of Agricultural Science (1983-1987). Midden jaren 1980 verbleef hij ook als consultant bij de Wereldbank en het VN-Ontwikkelingsprogramma in respectievelijk Washington D.C. en New York. Van 1987 tot 2001 was hij diensthoofd Internationaal Landbouwonderzoek (CGIAR) bij de Voedsel- en Landbouworganisatie van de Verenigde Naties in Rome, Italië.
Van 2001 tot 2022 was Gryseels algemeen directeur van het Koninklijk Museum voor Midden-Afrika. Het museum in Tervuren sloot in 2013 voor een grondige renovatie en heropende in 2018 als het AfricaMuseum.
Hij is of was tevens:
- voorzitter van de raad van bestuur van het International Center for Agricultural Research in the Dry Areas (ICARDA) in Aleppo, Syrië (2006-2009)
- lid van het directiecomité van het Federaal Wetenschapsbeleid
- bestuurder van het Fonds voor Wetenschappelijk Onderzoek - Vlaanderen
- voorzitter van de programmacommissie Food & Business Research van de Nederlandse Organisatie voor Wetenschappelijk Onderzoek (sinds 2013)
- lid van de raad van bestuur en voorzitter van het begrotingscomité van Enabel, het agentschap voor ontwikkelingssamenwerking (sinds 2017)
- voorzitter van het evaluatiecomité van het Europese Commissie-programma PRIMA (sinds 2017)
- voorzitter van de jury van de Belgian Development Cooperation Prize (2001-2011)
- lid van de visitatiecommissie van het Afrika Museum (2011) en het Museum Volkenkunde (2008 en 2012), beide in Nederland

## Onderscheidingen
Gryseels was in 1978 laureaat van de Australian-European Award en ontving in 1985 de prijs Most Promising Young Flemish. In 2012 werd hij Grootofficier in de Kroonorde.